# Municipio de San Sebastián del Oeste
El municipio de San Sebastián del Oeste es un municipio del estado de Jalisco, México. Se localiza al oeste del estado, en la Región Sierra Occidental. Su extensión territorial es de 1400,13 km². Según el II Conteo de Población y Vivienda de 2005, el municipio tiene 5626 habitantes y se dedican principalmente al sector primario. Es una población minera que tuvo su auge en tiempos de la colonia, llegó a tener hasta 20 000 habitantes; sin embargo su población disminuyó en el siglo XIX a causa del cierre de las minas[cita requerida].

## Toponimia
La región fue llamada Real de San Sebastián en la época colonial, a mediados del siglo XIX ya era conocido como San Sebastián; y en 1983 adquirió su actual denominación.

## Historia
Antes de la llegada de los españoles estaba poblada esta región por los tecos. La conquista la efectuó en 1524 el capitán Francisco Cortés de San Buenaventura acompañado por Juan de Escárcena. En 1530 pasó por este lugar Nuño de Guzmán con su ejército, que al ser recibido sin hostilidades por los indígenas tuvo así el pretexto para apoderarse de todo lo que había conquistado Francisco Cortés. En 1542 son descubiertas las minas y es nombrada jurisdicción de Hostipac la alcaldía mayor Real de Minas de San Sebastián. Así, durante la colonia fue uno de los principales centros mineros de la Nueva España. La jurisdicción del Real de San Sebastián comprendía los reales de San Sebastián, Real de los Reyes, Jolapa, Real de Santiago y San Nicolás.
El poblado llegó a contar con 20.000 habitantes. Ramón Corona era gobernador de Jalisco cuando a fines de 1888, los mineros se declararon en huelga. Los encabezaron Felipe Preciado y Francisco Ochoa. Escoltado por un piquete de caballería al mando de un alférez de apellido Romano, el gobernador envió un delegado para que con su intervención se entablaran pláticas de avenimiento con el gerente de la empresa Mr. Beckar. Se obtuvieron todas las demandas de los huelguistas, pero la empresa propietaria que radicaba en Nueva York desaprobó todo lo hecho por su representante y ordenó el paro inmediato de sus fundos mineros, cuyos productores eran embarcados en el Puerto de Las Peñas (hoy Puerto Vallarta).
El decreto del 30 de octubre de 1886 lo menciona como municipio. En 1838 tenía categoría de pueblo. En 1870 se creó el 10° cantón y San Sebastián quedó en su jurisdicción. En 1886 se crea oficina del registro civil.

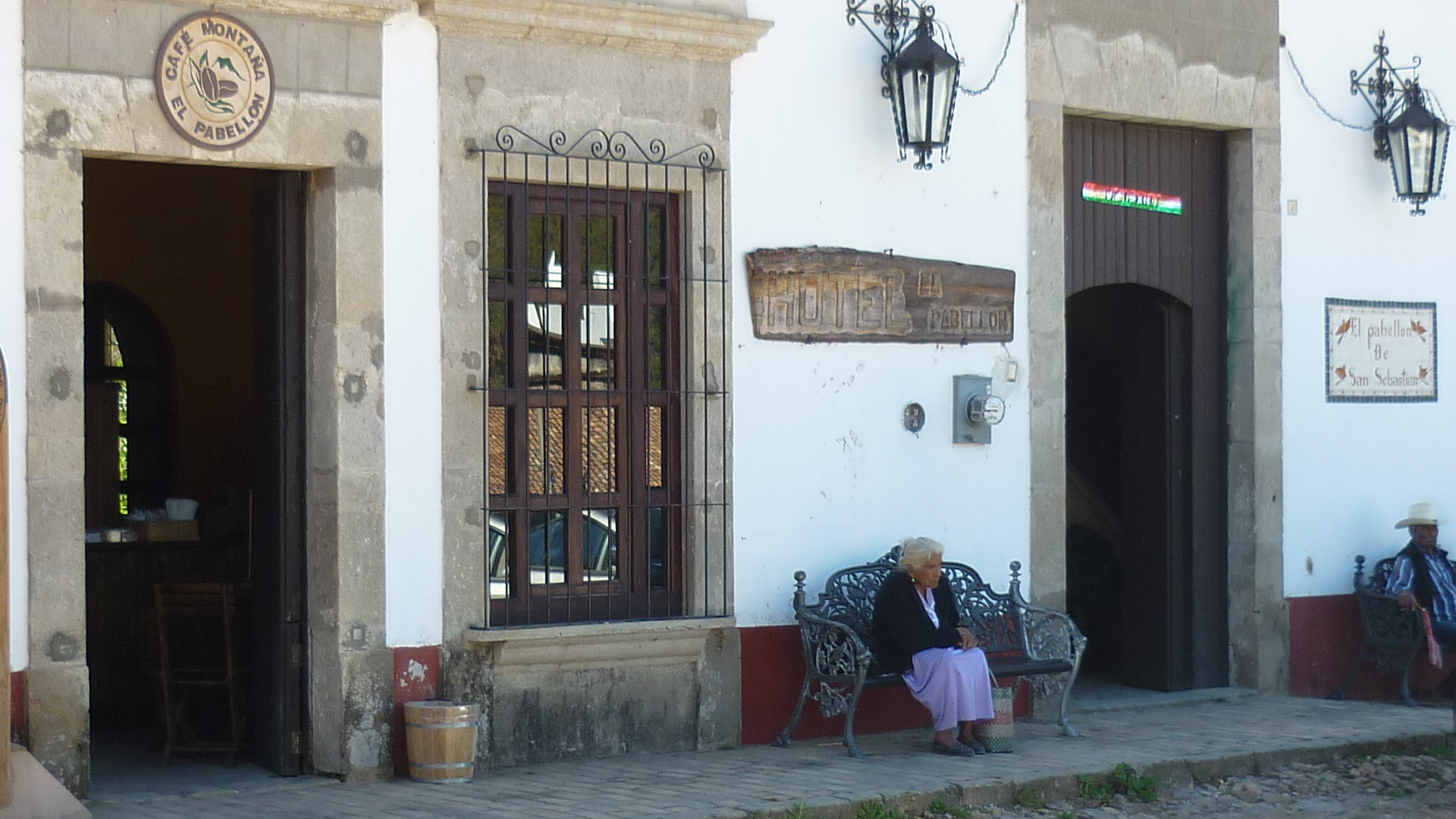
Calle en San Sebastián del Oeste

## Geografía física

### Ubicación
San Sebastián del Oeste se localiza en el oeste de Jalisco, en las coordenadas 20°39′45″ a los 21° 2′ 30″ de latitud norte y de los 104°35′0″ a los 104°51’00" de longitud oeste; a una altitud de 1480 metros sobre el nivel del mar.
El municipio colinda al norte con el estado de Nayarit; al este con los municipios de Guachinango y Mascota; al sur con el municipio de Mascota; al oeste con el municipio de Puerto Vallarta.

### Orografía
Más de la mitad de su superficie está conformada por zonas accidentadas (55%), con alturas entre los 1650 y los 2550 m s. n. m.; las zonas semiplanas, lomas y laderas (34%), se encuentran entre los 1550 y los 1650 m s. n. m., y los terrenos planos, que son muy pocos (11%), con alturas entre los 1450 y los 1550 m s. n. m.

#### Suelo
La composición de los suelos es de tipos predominantes feozem háplico, cambisol crómico y regosol éutrico. El municipio tiene una superficie territorial de 140.013 hectáreas, de las cuales 10.081 son utilizadas con fines agrícolas, 32.690 en la actividad pecuaria, 76,650 son de uso forestal y 155 hectáreas son suelo urbano, no especificándose el uso de 20.437. En lo que a la propiedad se refiere una extensión de 42.427 hectáreas es privada y otra de 42.789 es ejidal; 34.360 son propiedad comunal. De 20.437 no se especifica el tipo de propiedad.

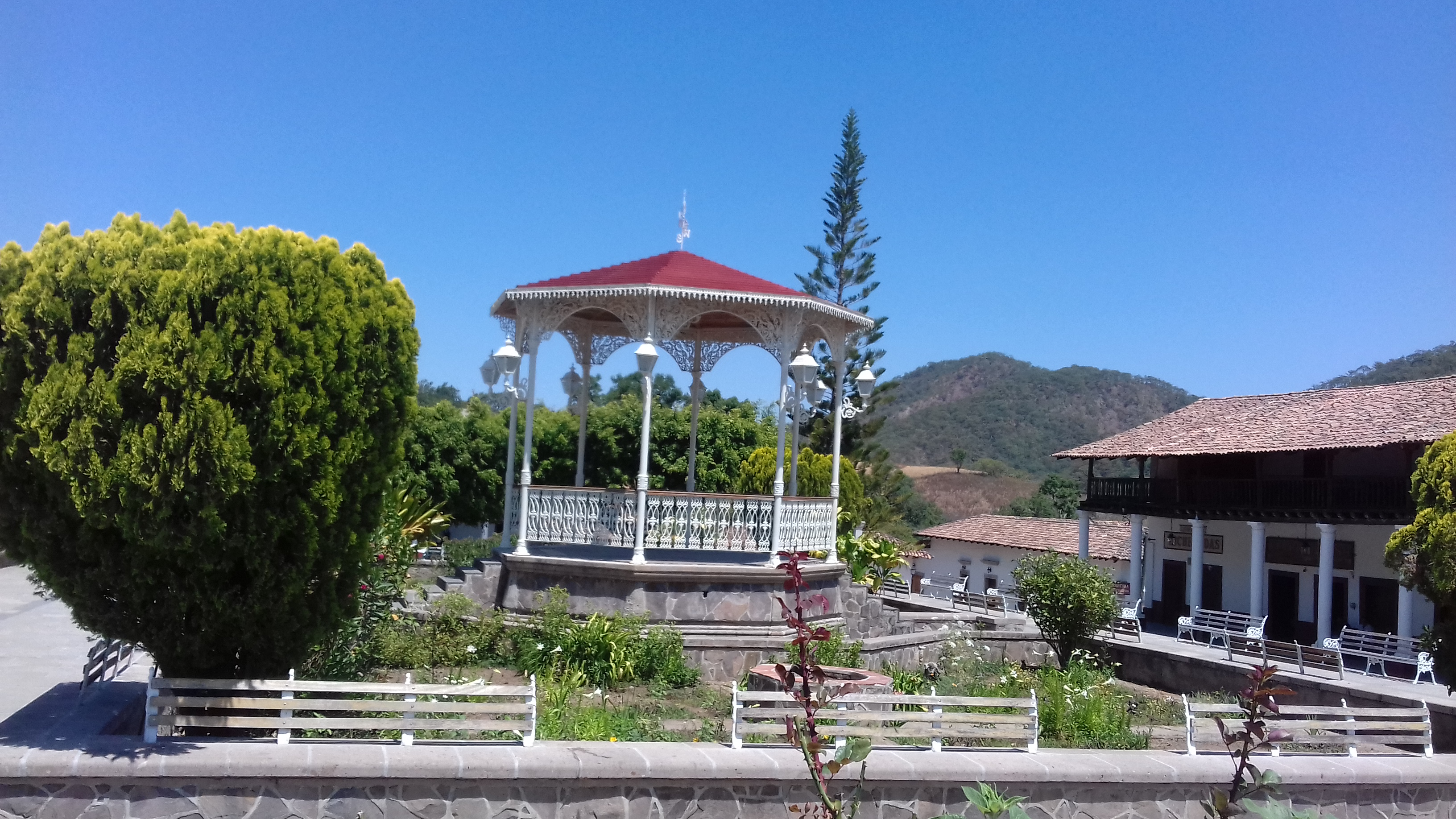
Plaza municipal "San Sebastián del Oeste", Jalisco, México.

### Hidrografía
Sus recursos hidrológicos son proporcionados por los ríos: Ameca, Los Reyes y Atenguillo, así como por los arroyos de caudal permanente: Las Casillas, San Sebastián y Santiago, que conforman la cuenca Hidrológica río Ameca perteneciente a la región hidrológica pacífico centro.

### Clima
Al oeste del municipio predomina el clima húmedo, con invierno y primavera secos, y cálido, sin cambio térmico invernal bien definido; al este varía poco, clasificándose como húmedo, con invierno y primavera secos, y semicálido, sin cambio térmico bien definido. La temperatura media anual es de 18,7 °C, con máxima de 25,6 °C y mínima de 11,7 °C, Cuenta con una precipitación de 1.441 a 980,5 milímetros. Los vientos dominantes son en dirección del este.

### Flora y fauna
Su flora se compone principalmente de pino, encino, roble, parota, fresno, masahuite y pochote. Su fauna se compone de venado, conejo, jabalí, coyote, perico, tlacuache, armadillo, codorniz, ardilla, tuza, loro, guacamaya y halcón.
En el bosque mesófilo de montaña de San Sebastián del Oeste encontramos principalmente los siguientes tipos de flora arbórea. 
| Filicopsida Helechos Cyatheaceae - Palmita de Tierra fría ( Cyathea costaricensis) |

| Cycadopsida (Cícadas) Zamiaceae - Palma de la virgen o chamal ( Dioon edule) |

| Pinopsida (Gimnospermas arbóreas) Pinaceae - Oyamel de Jalisco o Abeto blanco ( Abies guatemalensis var. jaliscana) - Ocote blanco o Pino de Jalisco (Pinus jaliscana) Podocarpaceae - Palmilla (Podocarpus reichei) |

| Magnoliopsida (Dicotiledóneas) Actinidiaceae - Mameyito Blanco (Saurauia serrata) Annonaceae - Chirimoya corazón de buey (Annona reticulata) - Desmopsis trunciflora Aquifoliaceae - Palo Blanco o Frutilla (Ilex brandegeana) Araliaceae - Zapotillo (Dendropanax arboreus) - Macuilillo (Oreopanax xalapensis) Betulaceae - Aile o Aliso Andino (Alnus acuminata) - Carpe Mexicano (Carpinus tropicalis) - Palo de fierro (Ostrya virginiana) Bombacaceaea - Pochote (Ceiba acuminata) Cecropiaceae - Guarumo (Cecropia obtusifolia) Celastraceae - Mezcalillo (Perrottetia longistylis) - Granadillo (Wimmeria persicifolia) - Palo blanco (Zinowiewia concinna) Chloranthaceae - Palo de agua (Hedyosmum mexicanum) Compositae (Asteraceae) - Calzadilla chica (Podachaenium eminens) Cornaceae - Xochilcorona (Cornus disciflora) - Aceitunillo (Cornus excelsa) Dichapetalaceae - Tapura mexicana Euphorbiaceae - Croton panamensis - Cigarrillo (Euphorbia schlechtendalii) Fagaceae - Aguatle (Quercus acutifolia) - Encino (Quercus aristata) - Hediondilla (Quercus candicans) - Roble blanco (Quercus laeta) - Encino amarillo (Quercus magnoliifolia) - Quercus planipocula - Encino rojo o Palo colorado (Quercus scytophylla) Flacourtiaceae - Botoncillo (Casearia sylvestris) - Palo de brujo, Huiscarol o Granadillo (Xylosma flexuosum) Garryaceae - Cuachichic (Garrya laurifolia) - Garrya longifolia Guttiferae (Clusiaceae) - Brasil (Calophyllum brasiliense) - Flor de canela (Clusia salvinii) Juglandaceae - Nogal cimarrón (Juglans major) Lauraceae - Beilschmiedia manantlanensis - Cinnamomum pachypodum Leguminosae (Fabaceae) - Calliandra laevis - Vainillo (Inga eriocarpa) - Tzan (Inga flexuosa) Magnoliaceae - Magnolia pacifica Malvaceae - Altea (Malvaviscus arboreus var. mexicanus) Meliaceae - Cedro (Cedrela odorata) Monimiaceae - Limoncillo (Siparuna andina) Moraceae - Ficus isophlebia - Higuerón o Amate prieto (Ficus maxima) - Higuera o Zalate bronco (Ficus microchlamys) - Higuerón o Amate blanco (Ficus obtusifolia) - Herrerum (Ficus velutina) - Campanilla (Trophis racemosa) Myricaceae - Árbol de cera (Myrica cerifera) Myrsinaceae - Capulín agrio (Ardisia compressa) - Naranjillo (Rapanea jurgensenii) - Rapanea myricoides Myrtaceae - Guayabillo (Myrcianthes fragrans) - Arrayán (Psidium sartorianum) Oleaceae - Forestiera reticulata - Fresno (Fraxinus uhdei) Rosaceae - Peral silvestre (Photinia mexicana) - Carretero (Prunus cortapico) - Prunus tetradenia Rubiaceae - Perilla (Chiococca alba) - Huesito (Faramea occidentalis) - Glossostipula concinna - Coralillo (Hamelia patens) - Cruceta (Randia armata) - Rondeletia amoena - Sommera grandis Rutaceae - Limoncillo (Amyris rekoi) - Guayacán (Peltostigma pteleoides) - Palo zorrillo (Ptelea trifoliata) - Zanthoxylum Sabiaceae - Jaboncillo (Meliosma dentata) - Meliosma nesites Salicaceae - Álamo tropical (Populus guzmanantlensis) Simaroubaceae - Picramnia guerrerensis - Picrasma mexicana Styracaceae - Azhar o Capulín (Styrax argenteus) Theaceae - Tila cimarrona (Symplococarpon purpusii) - Ternstroemia maltbyi Tiliaceae - Palo chino (Heliocarpus palmeri) - Tilo americano (Tilia americana) Ulmaceae - Capulín cimarrón u Ocotillo (Trema micrantha) Urticaceae - Carne de caballo o palo de fideo (Myriocarpa longipes) Verbenaceae - Hierba dulce (Lippia umbellata) |

En cuanto a la flora del municipio se tiene registro de distintas observaciones de las cuales destacan las siguientes:
| AVES - Aguililla cola roja (Buteo jamaicensis) - Capulinero gris (Ptiliogonys cinereus) - Carpintero mexicano (Dryobates scalaris) - Coa mexicana (Trogon mexicanus) - Colibrí berilo (Amazilia beryllina) - Colibrí garganta rubí (Archilochus colubris) - Chipe cara roja (Cardellina rubifrons) - Mirlo garganta blanca (Turdus assimilis) - Mosquetero atila (Attila spadiceus) - Zorzal mexicano (Catharus occidentalis) |

| Insectos - Avispa berdugo (Polistes carnifex) - Mariposa pasionaria mexicana (Dione moneta) |

Como parte de la preocupación por preservar la biodiversidad que está en constante amenaza en el municipio , se cuenta con dos lugares que invitan a pasar un rato de aventura, pero siempre creando el lazo con la naturaleza, para así fortalecer la conciencia sobre los ecosistemas y su preservación.

### UMA – Potrero de Mulas
Una Unidad de Manejo para la Conservación de la Vida Silvestre (UMA) es un predio registrado ante la Secretaría de Medio Ambiente y Recursos Naturales (SEMARNAT) operando conforme a un plan de manejo aprobado mediante el cual se da seguimiento permanente al estado del hábitat y de poblaciones o especies de vida silvestre que ahí están distribuidas. 
El municipio de San Sebastián del Oeste cuenta con una UMA con el nombre Potrero de Mulas, que cuenta con una superficie autorizada de 3834-86-29.69 hectáreas dentro de propiedad privada, con la clave de registro SEMARNAP-UMA-EX0034-JAL. 
La finalidad de esta UMA es: ecoturismo, conservación e investigación.
Conservación y manejo de las siguientes especies: Chachalaca (Ortalis Poliocephala), Venado cola blanca (Odocoileus Virginianus),Jabalí de collar (Pecari Tajacu), Choncho (Penélope Purpurascens), Helecho Arborescente (Cyathea Costaricensis),Dioon (Dioon Thomasellii), Zamia (Zamia Paucijuga),
Jaguar (Panthera Onca). También se circuló una superficie de 6000 metros  cuadrados con malla especial venadera con el fin de la reproducción y posterior liberación del Venado Cola Blanca. En esta UMA no se permite la caza. 
Algunas actividades que se pueden realizar son: ecoturismo, deportes de aventura, investigación y conservación, rehabilitación y conservación de ecosistemas forestales, vigilancia y combate. Mayor información, en los teléfonos: (322) 205-7119 y (322) 205-7152.

### Jardín Botánico Haravéri de San Sebastián del Oeste
Se encuentra en el extremo nor-occidental del eje Neovolcánico, se desarrolla en un espacio de 9 hectáreas. Parte del Proyecto Nebulosa que busca la conservación de la biodiversidad mediante una necesidad de planificar y gestionar servicios suministrados por la naturaleza para asegurar la existencia continua e integridad de los ecosistemas, que permita la recreación y turismo sostenible. 
Este jardín se recorre a través de tres senderos que te llevan a conocer la flora y fauna que habita.

## Economía

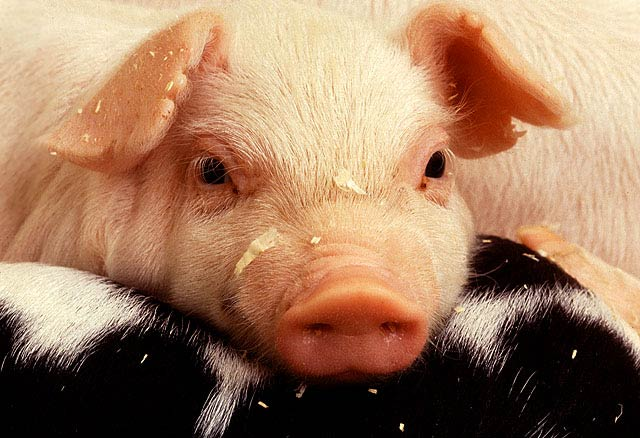
Se cría ganado porcino en el municipio.

El 62,08% de los habitantes se dedica al sector primario, el 10,38% al sector secundario, el 24,88% al sector terciario y el resto no se especifica. El 29,15% se encuentra económicamente activa. Las principales actividades económicas son: agricultura, silvicultura, pesca, ganadería y servicios.
- Agricultura: se cultiva maíz, sorgo, garbanzo y árboles frutales como lima y aguacate.
- Ganadería: se cría ganado bovino, porcino y caprino. Además de aves y colmenas.
- Turismo: posee atractivos arquitectónicos y naturales.
- Comercio: cuenta con restaurantes, mercado y tiendas. Predomina la venta de productos de primera necesidad y los comercios mixtos que venden artículos diversos.
- Servicios: se prestan servicios profesionales, técnicos, comunales, sociales, personales y de mantenimiento.
- Pesca: se captura bagre, camarón, carpa y trucha.
- Explotación forestal: se explota el pino, encino y oyamel.
- Minería: sus recursos mineros son el oro, la plata y el cobre.

## Infraestructura
- Educación

El 88,56% de la población es alfabeta, de los cuales el 30,56% ha terminado la educación primaria. El municipio cuenta con 11 preescolares, 31 primarias, 8 secundarias y un bachillerato.
- Salud

La atención a la salud es atendida por la Secretaría de Salud del estado, el Instituto Mexicano del Seguro Social y médicos particulares. El Sistema para el Desarrollo Integral de la Familia (DIF) se encarga del bienestar social.
- Deporte

Cuenta con centros deportivos, en los que se practica: fútbol, baloncesto (basquetbol) y voleibol. Además cuenta con centro culturales, plaza, cine, palenque, museo, parques, jardines y biblioteca.
- Vivienda

Cuenta con 1432 viviendas, las cuales generalmente son privadas. El 91,90% tiene servicio de electricidad, el 65,01% tiene servicio de drenaje y agua potable. Su construcción es generalmente a base de adobe y teja.
- Servicios

El municipio cuenta con servicios de agua potable, alcantarillado, servicio eléctrico, mercados, rastro, cementerios, vialidad, aseo público, seguridad pública, parques, jardines y centros deportivos.
El 85,8% de los habitantes disponen de agua potable; el 59,3% de alcantarillado y el 86,6% de energía eléctrica.
- Medios y vías de comunicación

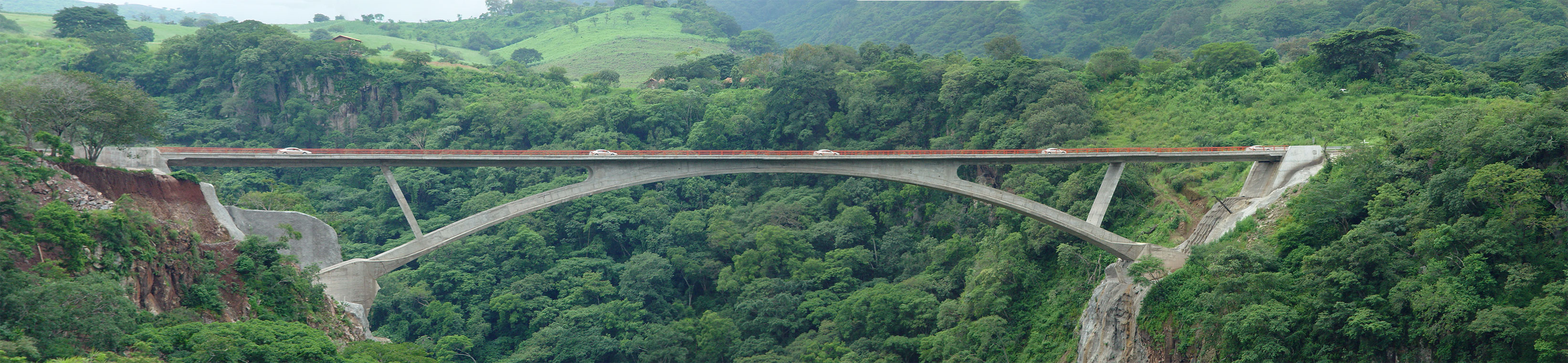
El puente El Progreso facilita el acceso por carro a San Sebastián.

Cuenta con servicio de correo, fax, telégrafo, teléfono, servicio de radiotelefonía y señal de radio y televisión. El transporte se efectúa a través de la carretera Mascota-Puerto Vallarta. Cuenta con una red de carreteras rurales que comunican las localidades. Posee 2 aeropistas, la de San Felipe de Hijar y San Sebastián del Oeste, las cuales tienen capacidad para recibir avionetas.

## Demografía
Según el II conteo de población y vivienda, el municipio tiene 5,626 habitantes, de los cuales 2,857 son hombres y 2,769 son mujeres; el 1.01% de la población son indígenas.
| 7,763                      | 6,754 | 6,577 | 5,626 |
| (Fuente: [cita requerida]) |       |       |       |

### Localidades
En el censo de 2020 el municipio de San Sebastián del Oeste contaba con 68 localidades.
| Código INEGI      | Localidad               | Población (2020) |
| ----------------- | ----------------------- | ---------------- |
| 140800101         | San Felipe de Híjar     | 1 005            |
| 140800001         | San Sebastián del Oeste | 632              |
| Otras localidades | Otras localidades       | 3 449            |
| Total municipal   | Total municipal         | 5 086            |

### Religión
El 96,37% son cristianos católicos, también hay protestantes, Testigos de Jehová y creyentes de otras religiones. El 0,99% de los habitantes ostentaron no practicar religión alguna.

## Cultura

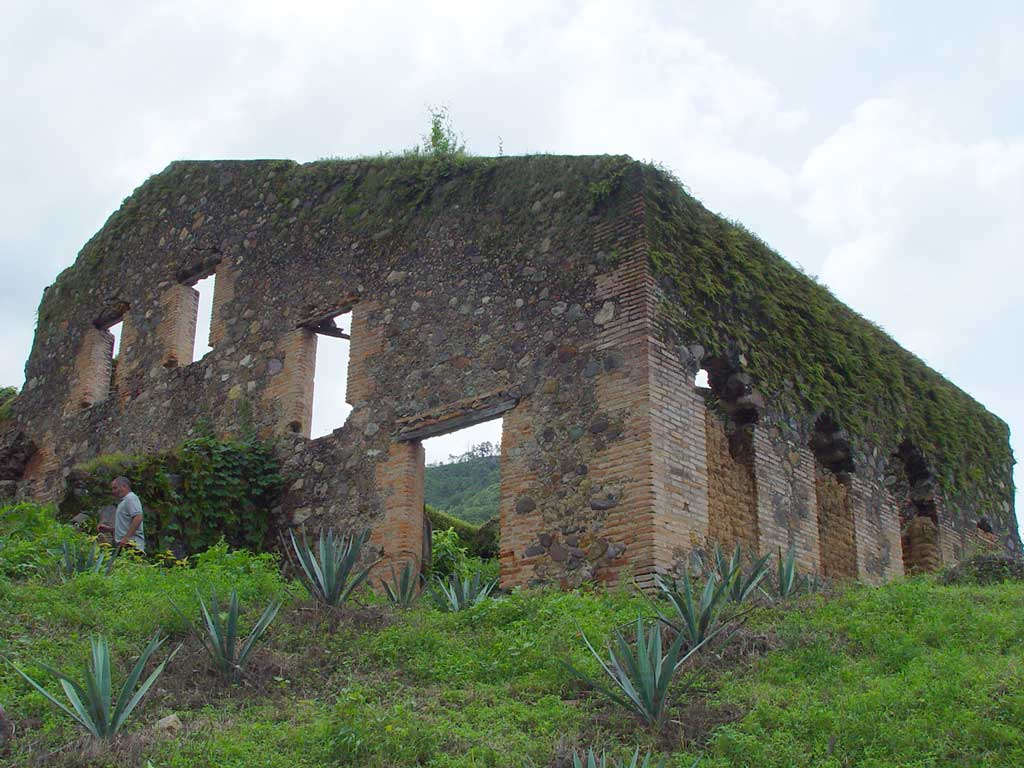
Ruinas La Máquina.

- Artesanía: se elaboran de sillas de montar, talabartería, madera tallada y textiles.

- Gastronomía: de sus alimentos destaca el pozole, la birria, enchiladas, tostadas y tamales; de sus dulces, los rollos de fruta y las cajetas de frutas; y de sus bebidas, el atole, el café y el ponche.

### Sitios de interés
| - Templo de San Sebastián. - Hotel El Pabellón. - Hacienda Jalisco. - Casa Museo ( Conchita Encarnación ) - Sierra de la Bufa. - Arroyo Los Reyes. - Casa González Cortázar, data de 1750. - Colegio del Sagrado Corazón. - El Garitón. - Puente El Progreso. - Hacienda San José. (Santa Bárbara) | - Hotel El Mesón, data de 1729. - Hotel Posada del Sol. - Hotel La Galera. data de 1800 (Hacienda Esperanza) - La Taberna. - Finca La Quinta. - Mina La Terronera. - Panteón Antiguo. - Portal Morelos. - Puente Curvo. - Ruinas La Máquina. |

### Fiestas
- Fiesta a San Sebastián (santo patrono de la población): el 20 de enero
- Fiesta a la Virgen de la Asunción: el 15 de agosto.
- Fiesta a la Virgen del Rosario: el 7 de octubre.
- Fiesta a la Virgen de Guadalupe: el 12 de diciembre.
- Fiestas patrias: el 15 y 16 de septiembre.

## Gobierno
Su forma de gobierno es democrática y depende del gobierno estatal y federal; se realizan elecciones cada tres años, cuando se elige al presidente municipal y su cabildo. La presidenta municipal es Aurora Ponce Peña, del partido Movimiento Ciudadano, quien fue elegida en los comicios del 6 de junio de 2021.
El municipio cuenta con 83 localidades, las más importantes son: San Sebastián del Oeste (cabecera municipal), San Felipe de Híjar (Delegación), La Estancia de Landeros, La Tortuga, Santiago de Pinos, El Pueblito de San Pablo, Cofradía de Camotlán, El Carrizo y La Haciendita de San Isidro.

### Personas destacadas
| - Pablo Encarnación. - Feliciano Encarnación. - Ignacio Aguirre Peña, primer presidente municipal. - Agustín Aguirre Ramos, obispo. - Amado Aguirre Santiago, revolucionario y escritor. | - José Francisco Arroyo de Anda y Villagómez, obispo y escritor. - Gabriel Rivas, instaló la primera planta hidroeléctrica. - Albina Bernal, propietaria del molino - Perfecta Cortés, profesora. - Francisca Pérez Hernández, poetisa. - Concepción Lepe, profesora. - Julián Dueñas Lepe, comerciante. | - María Bertha Aguirre Sánchez Profesora - Alfonso Nava de Anda, médico. - Federico Ramos Guzmán, pintor, músico y director teatral. - Rosendo Rivera, donador de la primera planta eléctrica de combustión. - Herlinda Pérez, profesora. |

### Cronología de los presidentes municipales
| Presidente municipal               | Período               | Partido político    | Notas                              |
| Ignacio Aguirre                    | 1867                  |                     |                                    |
| Francisco Landeros                 | 1868–1869             |                     |                                    |
| Pablo Encarnación                  | 1872                  |                     |                                    |
| Herculano Robles                   | 1873                  |                     |                                    |
| Manuel Gil                         | 1873                  |                     |                                    |
| Pablo Encarnación                  | 1874                  |                     |                                    |
| Alberto Peña                       | 1876–1877             |                     |                                    |
| Pablo Encarnación                  | 1879–1880             |                     |                                    |
| Concepción Encarnación             | 1882                  |                     |                                    |
| Manuel Gil                         | 1883                  |                     |                                    |
| Alberto Peña                       | 1884                  |                     |                                    |
| Calixto Sánchez                    | 1885                  |                     |                                    |
| Francisco Sánchez                  | 1886                  |                     |                                    |
| Concepción Encarnación             | 1887                  |                     |                                    |
| Calixto Sánchez                    | 1888                  |                     |                                    |
| B. Bernal                          | 1889                  |                     |                                    |
| Francisco Sánchez                  | 1890                  |                     |                                    |
| Ricardo Ramos                      | 1891–1892             |                     |                                    |
| Calixto Sánchez                    | 1892                  |                     |                                    |
| Francisco Sánchez                  | 1893                  |                     |                                    |
| Calixto Sánchez                    | 1894                  |                     |                                    |
| Aureliano Sánchez                  | 1895                  |                     |                                    |
| J. Francisco López                 | 1896                  |                     |                                    |
| Calixto Sánchez                    | 1897                  |                     |                                    |
| Alberto García                     | 1898                  |                     |                                    |
| Francisco López                    | 1899                  |                     |                                    |
| Manuel Gil                         | 1900                  |                     |                                    |
| Calixto Sánchez                    | 1901                  |                     |                                    |
| Isidro Robles                      | 1902                  |                     |                                    |
| Calixto Sánchez                    | 1903–1904             |                     |                                    |
| Aureliano Sánchez                  | 1905                  |                     |                                    |
| Abraham González                   | 1906                  |                     |                                    |
| Aureliano Sánchez                  | 1909                  |                     |                                    |
| Calixto Sánchez                    | 1908                  |                     |                                    |
| Aureliano Sánchez                  | 1909                  |                     |                                    |
| José Robles                        | 1910                  |                     |                                    |
| Samuel Sánchez                     | 1911                  |                     |                                    |
| Efrén Aguirre                      | 1912–1913             |                     |                                    |
| Agustín Encarnación                | 1914                  |                     |                                    |
| Alfonso Ducreux                    | 1915–1916             |                     |                                    |
| Antonio Siordia                    | 1917                  |                     |                                    |
| Isidro Robles                      | 1918                  |                     |                                    |
| Federico Bermúdez                  | 1919                  |                     |                                    |
| Ramón Villanueva                   | 1920                  |                     |                                    |
| Samuel Sánchez                     | 1920                  |                     |                                    |
| Antonio Peña                       | 1920                  |                     |                                    |
| Ramón VIllanueva                   | 1920                  |                     |                                    |
| Agustín Encarnación                | 1921                  |                     |                                    |
| Amado Sánchez                      | 1921                  |                     |                                    |
| Samuel Sánchez N.                  | 1922                  |                     |                                    |
| Pedro Trujillo                     | 1922                  |                     |                                    |
| José Robles                        | 1923                  |                     |                                    |
| Ramón Villanueva                   | 1923                  |                     |                                    |
| Agustín Encarnación                | 1923                  |                     |                                    |
| Ignacio Zaragoza                   | 1923–1924             |                     |                                    |
| Pedro Trujillo                     | 1924                  |                     |                                    |
| Ignacio Zaragoza                   | 1925                  |                     |                                    |
| J. Guadalupe Arredondo             | 1926                  |                     |                                    |
| Agustín Encarnación                | 1926                  |                     |                                    |
| Antonio Esparza                    | 1926                  |                     |                                    |
| Antonio Siordia                    | 1926                  |                     |                                    |
| Samuel Sánchez N.                  | 1927                  |                     |                                    |
| Adrián Sánchez N.                  | 1927                  |                     |                                    |
| Feliciano Guerrero                 | 1928                  |                     |                                    |
| Alfonso Ducreux                    | 1929                  | PNR                 |                                    |
| Pastor Siordia Morales             | 1930                  | PNR                 |                                    |
| Adolfo Ducreux                     | 1930                  | PNR                 |                                    |
| Miguel Bernal Siordia              | 1931                  | PNR                 |                                    |
| Ruperto Guerrero                   | 1932                  | PNR                 |                                    |
| Adrián Sánchez Noriega             | 1933                  | PNR                 |                                    |
| Heliodoro Aguirre García           | 1934                  | PNR                 |                                    |
| José Luis Bermúdez E.              | 1935                  | PNR                 |                                    |
| Manuel Gil E.                      | 1936                  | PNR                 |                                    |
| Juan Manuel Bernal                 | 1936                  | PNR                 |                                    |
| Juan Quintero                      | 1937                  | PNR                 |                                    |
| José María Trujillo                | 1938–1939             | PRM                 |                                    |
| Julián Dueñas Lepe                 | 1940                  | PRM                 |                                    |
| José Medina Vázquez                | 1941                  | PRM                 |                                    |
| José María Trujillo B.             | 1942                  | PRM                 |                                    |
| Julián Dueñas Lepe                 | 1943–1944             | PRM                 |                                    |
| Heliodoro Aguirre García           | 1945–1946             | PRM                 |                                    |
| Feliciano Guerrero López           | 1947–1948             | PRI                 |                                    |
| Heliodoro Aguirre García           | 1949–1952             | PRI                 |                                    |
| Leopoldo López Orendáin            | 1953                  | PRI                 |                                    |
| Gonzalo Montes Villalvazo          | 1954                  | PRI                 |                                    |
| Feliciano Guerrero López           | 1954                  | PRI                 |                                    |
| Guillermo Gómez García             | 1954–1955             | PRI                 |                                    |
| Francisco Vázquez V.               | 1955                  | PRI                 |                                    |
| Guillermo Gómez García             | 1955                  | PRI                 |                                    |
| Juventino Bernal L.                | 1956                  | PRI                 |                                    |
| Luis González Siordia              | 1957                  | PRI                 |                                    |
| Francisco Sánchez Islas            | 1958                  | PRI                 |                                    |
| Alfredo Sánchez Sandoval           | 1959–1961             | PRI                 |                                    |
| José María Trujillo Bernal         | 1962–1964             | PRI                 |                                    |
| Arnulfo Ponce Peña                 | 1965–1967             | PRI                 |                                    |
| Ma. del Consuelo Trujillo González | 01-01-1968–31-12-1970 | PRI                 |                                    |
| Gabriel Arredondo López            | 01-01-1971–31-12-1973 | PRI                 |                                    |
| Francisco Aguirre Gómez            | 01-01-1974–31-12-1976 | PRI                 |                                    |
| José Manuel López Bernal           | 01-01-1977–31-12–1979 | PRI                 |                                    |
| J. Jesús Hernández Pulido          | 01-01-1980–31-12-1982 | PRI                 |                                    |
| Bertha Aguirre Sánchez             | 01-01-1983–31-12-1985 | PRI                 |                                    |
| Heliodoro Gil Gil                  | 01-01-1986–31-12-1988 | PRI                 |                                    |
| Jesús Martínez Ibarra              | 1989–1992             | PRI                 |                                    |
| Fernando Cervantes Gómez           | 1992–1995             | PRI                 |                                    |
| Ignacio Gudiño Salazar             | 1995–1997             | PRI                 |                                    |
| Juan Yáñez Morales                 | 01-01-1998–31-12-2000 | PRI                 |                                    |
| Vicente Aguirre Rosas              | 01-01-2001–31-12-2003 | PRI                 |                                    |
| Miguel Cibrián Bernal              | 01-01-2004–31-12-2006 | PRI                 |                                    |
| Efrén Álvarez López                | 01-01-2007–31-12-2009 | PRD PT Convergencia | "Coalición Por el Bien de Todos"   |
| Juan Yáñez Morales                 | 01-01-2010–30-09-2012 | PRI Panal           | Coalición "Alianza por Jalisco"    |
| Yesenia Pulido Ávalos              | 01-10-2012–30-09-2015 | PRI PVEM            | Coalición "Compromiso por Jalisco" |
| Jesús Damián Vázquez Barajas       | 01-10-2015–30-09-2018 | MC                  |                                    |
| Luis Alberto Arredondo López       | 01-10-2018–30-09-2021 | PVEM                |                                    |
| María Aurora Ponce Peña            | 01-10-2021–           | MC                  |                                    |